# NGC 2045
Désignations
NGC 2045 est l'étoile HD 38263. Cette étoile est de type spectral A3 et elle est située dans la constellation du Taureau.
L'astronome français Joseph Lalande a enregistré la position de cette étoile en 1801.